# Whole Earth Catalog
Pour les articles homonymes, voir WEC.

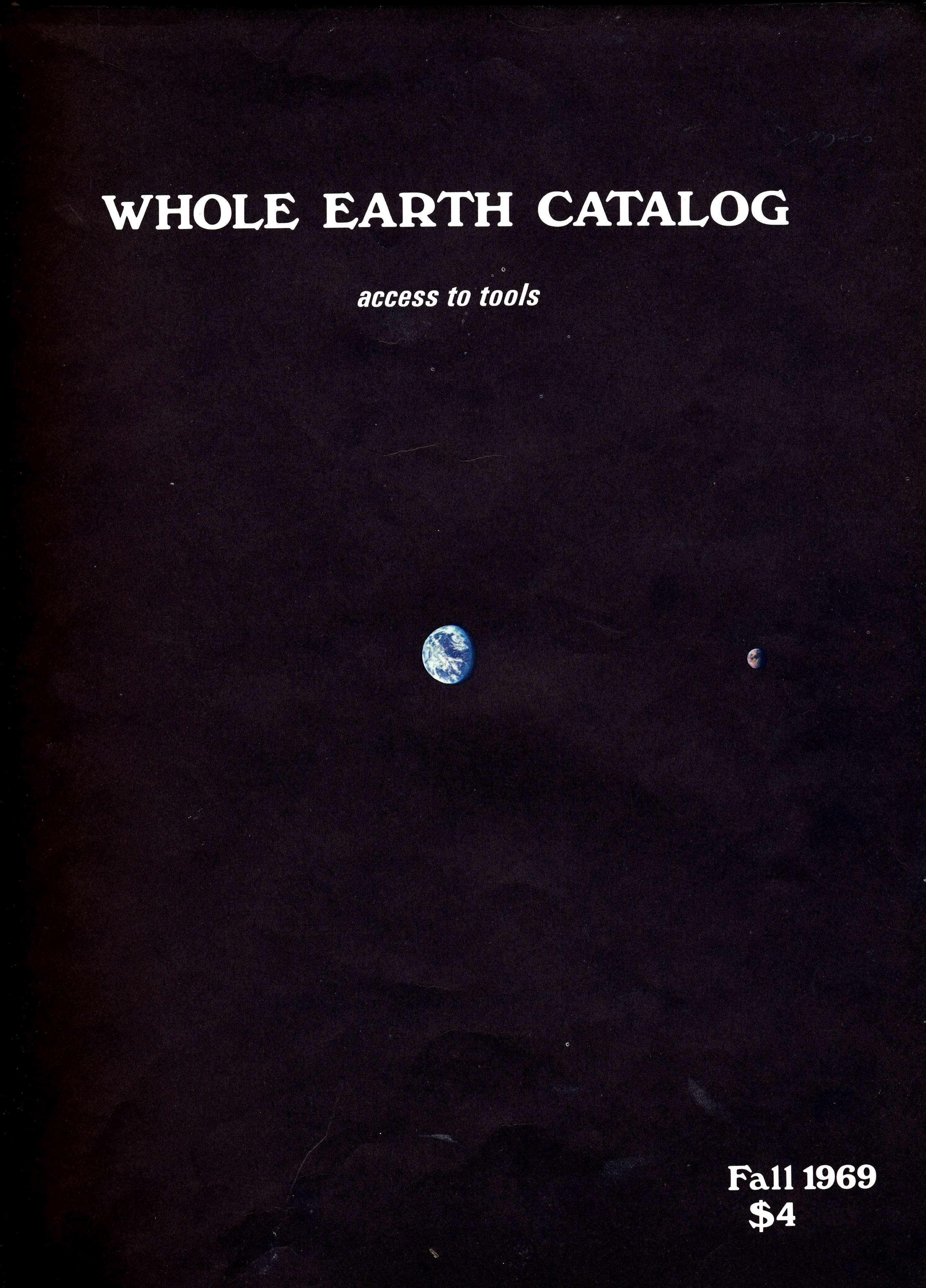
Couverture du Whole Earth Catalog de 1969.

Le Whole Earth Catalog est un catalogue américain de contre-culture publié par Stewart Brand entre 1968 et 1972, puis occasionnellement jusqu'en 1998.
Les Whole Earth Catalogs proposaient toutes sortes de produits à la vente (vêtements, livres, outils, machines, graines — des choses utiles à un style de vie créatif et autosuffisant), mais ne vendaient directement aucun de ces produits. Il pronaît le Do it yourself. Les noms des vendeurs et les prix étaient listés à côté des produits proposés, le tout étant accompagné d'une recommandation de ne pas harceler ces sociétés, souvent de taille modeste, par des questions de simple curiosité si on n'envisageait pas vraiment l'achat de ce qu'elles proposaient.

## Origines
Le titre Whole Earth Catalog provient d'un projet antérieur de Stewart Brand. En 1966, il lança une campagne publique pour que la NASA dévoile la photo satellite de la sphère terrestre vue de l'espace : la première image de la Terre en son entier (Whole Earth). Il pensait que cette image pouvait être un puissant symbole, évoquant chez les gens un sentiment de destin partagé et de stratégie adaptative. Brand, biologiste fortement intéressé par les arts et la société, pensait qu'il existait à son époque une vague d'engagement pour la rénovation de la société industrielle américaine avec des préoccupations écologiques et sociales justes.
Andrew Kirk, dans son ouvrage Counterculture Green, nota que le Whole Earth Catalog fut précédé par le Whole Earth Truck Store. Le projet de Brand était de conduire un camion autour des États-Unis dans l'espoir d'y faire des foires éducatives. Le camion faisait guise de boutique mais aussi de bibliothèque alternative et de service de micro-éducation mobile. Le « camion-magasin » s'installa finalement de façon permanente à Menlo Park en Californie. Au lieu d'amener le magasin vers le public, Brand décida de créer un catalogue pour que les gens puissent contacter directement les vendeurs.
Utilisant la police de caractères et les outils de mise en page les plus prosaïques, Stewart Brand et ses collègues créèrent le premier numéro du Whole Earth Catalog en 1968. Dans les numéros suivants, la qualité de la production s'améliora graduellement. Les pages surdimensionnées mesuraient 28 cm sur 36 cm. L'épaisseur des éditions les plus tardives dépassait les deux centimètres. Les premières éditions furent publiées par le Portola Institute, dirigé par Richard Raymond. En 1971, le catalogue remporta le National Book Award. L'intention de Stewart Brand était de fournir des « outils d'accès » et d'éducation pour que les lecteurs puissent « trouver leur propre inspiration, former leur propre environnement et partager leurs aventures avec quiconque était intéressé pour le faire ».
Le premier numéro du Whole Earth Catalog en 1968 comptait 61 pages, le numéro de 1971, 448, et fut diffusé à plus d'un million d'exemplaires.

## Organisation
D'après la première page du catalogue de 1969, le Whole Earth Catalog fonctionne comme un outil d'évaluation et d'accès. Grâce à lui, l'utilisateur saura mieux ce qui mérite d'être acquis et où et quand faire cette acquisition. Un article est listé dans le catalogue s'il est considéré comme : 
1. Un outil utile,
2. propice à l'éducation indépendante,
3. étant de haute qualité ou à bas prix,
4. n'étant pas encore un savoir commun,
5. facilement disponible par courrier.

L'index du catalogue est continuellement révisé selon l'expérience et les suggestions des utilisateurs et de l'équipe du Catalogue.
Le Catalogue de 1968 était divisé en sept sections générales :
1. Comprendre les systèmes d'ensemble
2. Abris et utilisation du terrain
3. Industrie et artisanat
4. Communications
5. Communauté
6. Nomades
7. Apprentissage

Dans chaque section, les meilleurs outils et les meilleurs livres choisis par les éditeurs étaient listés accompagnés d'images, de commentaires, de prix et des noms des distributeurs. Il était aussi possible que le lecteur commande des articles directement au Catalogue.
Les titres des sections changèrent légèrement dans les éditions ultérieures, mais ils gardèrent de manière générale la même structure.
Le Catalogue faisait une définition large du mot « outil ». Ce pouvait être des outils informatifs — livres, cartes, journaux professionnels, cours et leçons —, des ustensiles spécifiques — outils de jardinage, de charpenterie, de maçonnerie, de soudure, des tronçonneuses, des matériaux en fibre de verre, des tentes, des chaussures de randonnée et des tours de potier — mais aussi les premiers synthétiseurs et ordinateurs à usage personnel.
La publication du Catalogue coïncida avec une grande vague d'expérimentalisme anti-conformiste et une attitude do-it-yourself (« fais-le toi-même ») associés à la « contre-culture », et tenta d'attirer aussi bien l'intelligentsia du mouvement que les personnes créatives, impliquées et aimant le grand air, de différents acabits.
Avec le catalogue ouvert à plat, le lecteur trouvera peut-être la grande page de gauche remplie de textes et d’illustrations intrigantes tirées d’un volume de Science and Civilisation in China (en) de Joseph Needham, montrant et expliquant une tour d’horloge astronomique ou un moulin à vent. Alors que sur la page de droite, vous trouverez une excellente revue d’un guide de débutant sur la technologie moderne (Comment ça marche ?) et une revue de The Engineers’ Illustrated Thesaurus, sur une autre paire de pages, la gauche passe en revue des livres sur la comptabilité et les emplois au noir, tandis que celle de droite comporte un article dans lequel certaines personnes racontent l’histoire de la coopérative du crédit communautaire qu’ils ont fondée. Une autre paire dépeint et discute de différentes formes de kayaks, canots pneumatiques, et bateaux habitables.

## Impact
Steve Jobs compara le Whole Earth Catalog au moteur de recherche Google dans son discours de juin 2005 à l'université Stanford :

« Dans ma jeunesse, il y avait une publication incroyable intitulée Whole Earth Catalog, qui était une des bibles de ma génération… C'était un peu comme Google en format papier, 35 ans avant l'existence de Google. C'était une revue idéaliste débordant d'outils épatants et de notions géniales. »

Au cours de ce discours d'ouverture, Steve Jobs a également cité le message d'adieu inscrit sur la quatrième de couverture de l'édition 1974 du catalogue : 

« Stay hungry. Stay foolish (Restez insatiables. Restez espiègles.). »

Kevin Kelly fit une comparaison similaire en 2008 :

« Pour ce nouveau mouvement de la contre-culture, l'information est une denrée précieuse. Dans les années 60, il n'y avait pas d'Internet, pas 500 chaînes sur le câble. Le World Earth Catalog était un excellent exemple de contenu généré par les utilisateurs, sans publicité, avant Internet. Fondamentalement, Stewart Brand a inventé la blogosphère, bien avant les blog. [...] Aucun sujet n'était trop ésotérique, aucun degré de l'enthousiasme trop ardent, aucune expertise d'amateur trop peu sûre pour y être inclus. [...] Ce dont je suis sûr : ce n'est pas un hasard si le Whole Earth Catalog a disparu dès que le web et les blogs sont arrivés. Tout ce que le Whole Earth Catalog a fait, le web le surpasse. »

## Parutions après 1972
Après 1972, le catalogue est publié ponctuellement. Des rééditions du Last Whole Earth Catalog paraissent périodiquement entre 1971 et 1975, mais très peu de catalogues complets sont publiés. En 1974 le Whole Earth Epilog, attendu comme le volume 2 du Last Whole Earth Catalog, paraît. En 1980 c'est au tour du The Next Whole Earth Catalog  (ISBN 0-394-70776-1) d'être publié. Il a été si bien accueilli qu'une édition réactualisée paraît l'année suivante.
Il y eut deux éditions dans les années 1980 du Whole Earth Software Catalog, un recueil pour lequel Doubleday avait soumissionné 1,4 million de dollars pour les droits commerciaux de poche.
En 1986, est édité le The Essential Whole Earth Catalog  (ISBN 0-385-23641-7) et en 1988, le Whole Earth Catalog est sur CD-ROM, usant une des premières versions de l'hypertexte.
Successivement le Whole Earth Catalog se consacrera aux outils de communication (1988), puis à l'écologie et à la problématique environnementale, deux ans plus tard  (ISBN 0-517-57658-9).
Le dernier catalogue complet à avoir été publié, The Millennium Whole Earth Catalog  (ISBN 0-06-251059-2), parut en 1994.
Pour célébrer le 30e anniversaire du WEC, un hors-série est publié  (ISBN 1-892907-05-4) dans le cadre de la revue du catalogue. Il reproduit le WEC original et ajoute de nouveaux contenus.

## Historique des publications
| No.   | Date           | Titre                                                                   | Éditeur                             | Pages | Prix(en dollar) | Note sur contenu | ISBN                 |
| ----- | -------------- | ----------------------------------------------------------------------- | ----------------------------------- | ----- | --------------- | --- | -------------------- |
| #1010 | Automne 1968   | Whole Earth Catalog                                                     | Stewart Brand                       | 64    | 5 $             | Première parution; Couverture photo: Terre vue de l'espace |                      |
| #1020 | Janvier 1969   | The Difficult But Possible Supplement to the Whole Earth Catalog        | Stewart Brand                       | 32    | 1,65 $          | Supplément et prix revu |                      |
| #1030 | Mars 1969      | The Difficult But Possible Supplement to the Whole Earth Catalog        | Stewart Brand                       | 30    | 1,65 $          | Appel aux abonnés à écrire au Président des États-Unis Nixon exhortant l'établissement de la terre entière comme un parc national. Mise en place d'un soutien précoce pour les ordinateurs avec une photo d'un club informatique montrant deux calculatrices Commodore |                      |
| #1040 | Printemps 1969 | Whole Earth Catalog                                                     | Stewart Brand (avec Lloyd Kahn)     | 132   | 4 $             | Couverture photo: Terre vue de la Lune; énumère une calculatrice programmable Hewlett Packard à $ 4,900 |                      |
| #1050 | Juillet 1969   | Difficult But Possible Supplement to the Whole Earth Catalog            | Stewart Brand                       | 32    | 1 $             | La couverture raconte une course de bus entre celui de Ken Kesey et ceux de Wavy Gravy, d'une exploitation porcine |                      |
| #1060 | Septembre 1969 | Difficult But Possible Supplement to the Whole Earth Catalog            | Stewart Brand                       | 34    | 1 $             | Déclaration unanime de l'interdépendance |                      |
| #1070 | Automne 1969   | Whole Earth Catalog                                                     | Stewart Brand (with Lloyd Kahn)     | 132   | 4 $             | Couverture photo: Terre vue de l'espace lointain | ASIN B000KVJ3ZC      |
| #1080 | Janvier 1970   | Whole Earth Catalog: The Outlaw Area                                    | Stewart Brand                       | 56    | 1 $             | Couverture photo: Arthur Godfrey;réimpressions des articles |                      |
|       | Mars 1970      | Whole Earth Catalog: The World Game                                     | Gurney Norman (avec Diana Shugart)  | 56    | 1 $             | "Buckminster Fuller's World Game" par Gene Youngblood |                      |
| #1090 | Printemps 1970 | Whole Earth Catalog                                                     | Stewart Brand (avec Lloyd Kahn)     | 148   | 3 $             | Couverture photo: M-31 Andromeda Galaxy, prise de l'Observatoire de Lick | ASIN B001B6L98O      |
| #1110 | Juillet 1970   | Whole Earth Catalog                                                     | Gordon Ashby (avec Doyle Phillips)  | 56    | 1 $             | "Trouve ta place dans l'Univers" | ASIN B00139YNAA      |
| #1120 | Septembre 1970 | Whole Earth Catalog                                                     | Gurney Norman (avec Diana Schugart) | 56    | 1 $             | "Think Little" par Wendell Berry; "Introducing Divine Right's Bus, Urge" par Gurney Norman |                      |
| #1130 | Automne 1970   | Whole Earth Catalog                                                     | J.D. Smith (avec Hal Hershey)       |       | 3 $             | | ASIN B001B6GKWO      |
| #1140 | Janvier 1971   | Whole Earth Catalog                                                     | Stewart Brand                       | 48    | 1 $             | Couverture: Vérité, Conséquences |                      |
| #1150 | Mars 1971      | The Last Supplement to The Whole Earth Catalog                          | Paul Krassner et Ken Kesey          | 132   | 1 $             | R. Crumb couverturer; "The Dream is Over" par J. Marks, "The Bible" par Ken Kesey (pas d'articles du Catalogue!) | ASIN B000GTN5BG      |
| #1160 | Juin 1971      | The Last Whole Earth Catalog                                            | Stewart Brand                       | 452   | 5 $             | Divine Right's Trip par Gurney Norman; couverture photo: Terre vue de l'espace, prise depuis Apollo 4; Winner, 1972 National Book Award | (ISBN 0-394-70459-2) |
| #1170 | Mai 1971       | Whole Earth Catalog                                                     |                                     |       |                 | |                      |
|       | Mai 1974       | The (Updated) Last Whole Earth Catalog                                  | Stewart Brand                       | 452   | 5 $             | 16e Édition | (ISBN 0-14-003544-3) |
| #1180 | Octobre 1974   | Whole Earth Epilog                                                      |                                     | 320   | 4 $             | Couverture photo: Émergence de la Terre de la Lune, par Apollo 12; "Tongue Fu" par Paul Krassner | (ISBN 0-14-003950-3) |
|       | Décembre 1977  | Space Colonies: Whole Earth Catalog                                     | Stewart Brand                       | 160   | 5 $             | | (ISBN 0-14-004805-7) |
| #1220 | Septembre 1980 | The Next Whole Earth Catalog                                            | Stewart Brand                       | 614   | 12,50 $         | Couverture photo: Madagascar & Afrique du Sud prise depuis Apollo 17; voyage dans l'espace à l'honneur | (ISBN 0-394-73951-5) |
|       | Mars 1981      | The Next Whole Earth Catalog, revised                                   | Stewart Brand                       | 608   | 16 $            | Extraits de The Rising Sun Neighborhood Newsletter par Anne Herbert. | (ISBN 0-394-70776-1) |
|       | Printemps 1984 | Whole Earth Software Review, No.1                                       | Stewart Brand                       |       |                 | |                      |
|       | Été 1984       | Whole Earth Software Review, No.2                                       | Stewart Brand                       |       |                 | |                      |
|       | Juin 1984      | Whole Earth Software Catalog 1.0                                        | Stewart Brand                       | 208   | 17,50 $         | Critiques de logiciels révolutionnaires | (ISBN 0-385-19166-9) |
|       | Automne 1984   | Whole Earth Software Review No.3                                        | Stewart Brand                       |       |                 | |                      |
|       | Automne 1985   | Whole Earth Software Catalog 2.0 1986                                   | Stewart Brand                       | 224   | 17,50 $         | | (ISBN 0-385-23301-9) |
| #1280 | Septembre 1986 | The Essential Whole Earth Catalog                                       | J. Baldwin                          | 416   | 24,99 $         | Publié par Doubleday | (ISBN 0-385-23641-7) |
|       | 1988           | Whole Earth Catalog: Signal Communication Tools for the Information Age | Kevin Kelly                         |       |                 | | (ISBN 0-517-57083-1) |
|       | 1989           | The Fringes of Reason: Whole Earth Catalog                              | Ted Schultz avec Stewart Brand      | 223   | 14,95 $         | | (ISBN 0-517-57165-X) |
|       | 1989           | The Electronic Whole Earth Catalog                                      | Stewart Brand                       | n.a.  |                 | Première version de l'hypertexte, sur CD-ROM |                      |
|       | 1990           | Whole Earth Ecolog                                                      | James Baldwin                       | 128   | 15,95 $         | Traite de l'écologie exclusivement | (ISBN 0-517-57658-9) |
| #1330 | Décembre 1994  | The Millennium Whole Earth Catalog                                      | Howard Rheingold                    | 410   | 30 $            | Couverture blanche représentant la Terre en "o" de Whole; Frank's Real Pa par Jim Woodring | (ISBN 0-06-251059-2) |
| #1340 | Décembre 1998  | Whole Earth Catalog: 30th Anniversary Celebration                       | Peter Warshall avec Stewart Brand   | 108   | 14,95 $         | La version complète du premier Whole Earth Catalog + nouveaux commentaires | (ISBN 1-892907-05-4) |

## WEC: produits dérivés et sources d'inspirations
De 1974 à 2003, les directeurs du Whole Earth Catalog ont publié un magazine, connu sous le nom de CoEvolution Quarterly. Lorsque l'éphémère Whole Earth Software Review (un supplément du Whole Earth Software Catalog) a échoué, il a fusionné au précédent Whole Earth Review, plus tard appelé Whole Earth Magazine, et, finalement Whole Earth. Le dernier numéro, le 111, édité par Alex Steffen, était destiné à être publié au printemps 2003, mais les fonds s'épuisaient. La société Point Foundation, qui possédait le Whole Earth, a fermé ses portes plus tard dans l'année. [réf. nécessaire]
Le site internet du Whole Earth s'inscrit dans la lignée des concepts WEC dans le discours populaire, soins médicaux auto-administrés, développement communautaire, bio-régionalisme, restauration de l'environnement, la nanotechnologie, et le cyberespace. Face au discours originel dominant très « pays développé » du WEC, des groupes de plusieurs pays en développement ont créé des « catalogues » de leur propre chef, plus pertinents pour leur pays. Un tel effort est une adaptation du WEC (appelée « Liklik Buk ») écrit et publié dans les années 1970 en Papouasie-Nouvelle-Guinée ; en 1982, il avait été enrichi, mis à jour et traduit (comme « Economie Na Mekem" ) dans la langue Pidgin, utilisée dans toute la Mélanésie et des mises à jour du Liklik Buk ont été publiées en anglais, entre 1986 et 2003.
Aux États-Unis, le livre Domebook One était directement inspiré du WEC. Lloyd Kahn, rédacteur du WEC, emprunta des équipements de production pendant une semaine en 1970 et a produit le premier livre sur la construction de dômes géodésiques. Un an plus tard, en 1971, Kahn a, une nouvelle fois, emprunté des équipements du WEC (une machine IBM Selectric Compositor et un Polaroid MP-5 caméra sur un trépied), et a passé un mois dans les montagnes de Santa Barbara produisant Domebook 2, qui s'est vendu à 165 000 exemplaires. Avec la production du Domebook 2, Kahn et sa société suivirent le mouvement de Stewart Brand à l'échelle nationale de distribution par Random House.
À la fin 2006, le Worldchanging a publié son recueil de 600 pages de solutions, Worldchanging: A User's Guide to the 21st Century, que, Bill McKibben, dans un article paru dans le New York Review of Books appelale The Whole Earth Catalog rééquipé pour la génération IPod. L'éditeur du Worldchanging a reconnu depuis le catalogue en tant que source d'inspiration primordiale,.
En 1969, un magasin inspiré par  le WEC appelé Access Whole Earth, ouvrit ses portes à Berkeley, en Californie. Non financièrement lié au WEC, il fut fermé en 1998. En 1970, un magasin appelé le Whole Earth Provision Co., inspiré par le catalogue, a ouvert à Austin, au Texas. Il existe maintenant[Quand ?] huit magasins à Austin, Houston, Dallas et San Antonio.

## Successeurs
En France, l'ouvrage créé par Stewart Brand a eu son équivalent dans les sept volumes successifs du Catalogue des ressources, créé pour l'Europe francophone (France, Suisse, Belgique...) par Philippe Bone. Éditée à partir de 1974, cette encyclopédie permit de fonder les Éditions Alternatives. D'après les auteurs de L'Aventure hippie, livre qui retrace la saga de la culture underground en France, la publication du Catalogue des ressources a marqué un tournant majeur dans les milieux alternatifs de ce pays.
En 1973, Kirsten Grimstad et Susan Rennie sont mandatées par l’université de Berkeley et publient un catalogue féministe inspiré du Whole Earth Catalog, le New Woman’s Survival Catalog, qui répertorie des initiatives féministes dans différents domaines (art, communication, travail, argent, self-help, auto-défense…) aux États-Unis.